# Giovanni Hidalgo
Giovanni Hidalgo (San Juan, Porto Rico, 9 de março de 1963) é um percussionista porto-riquenho com especialidade nas congas.
Em 1980, ele se juntou ao grupo Batacumbele. Em 1981, viajou para Cuba, onde se familiarizou com Changuito.
Em 1985, tocou com Eddie Palmieri, em Nova York e em 1988 ele se juntou a Dizzy Gillespie na United Nations Jazz Orchestra.
Ele era um professor da Berklee College of Music em Boston, em 1996, mas renunciou para dedicar-se ao som da bateria em conjunto com diversas formações.
Ele já tocou com Charlie Palmieri e Eddie Palmieri, Jack Bruce, Paul Simon, Art Blakey e outros. Em 2001 lançou o álbum "Jazz Descargas" com o Conga Kings.
Hidalgo é a origem da técnica moderna de congas em parte inspirado pela arte de pauzinhos. técnica Giovanni Hidalgo é medida incomparável na congas.

## Discografia
- Worldwide
- Hands Of Rhythm
- Villa Hidalgo
- Time Shifter (1996)